# Troldhøjen
Troldhøjen er et nyopført parcelhuskvarter i Vardes nordlige udkant. Det ligger på det område hvor tyrestationen Vardegård lå i sin tid.
Området er opkaldt efter Troldhøj, der er byens højeste punkt (36 m) og placeret i den nærliggende skov "Lunden". Dette afspejler sig også i, at vejen i kvarteret hedder Troldhøjvænget og Troldhøj Alle. Det afgrænses mod vest af Ringkøbingvej, mod øst af Frisvadvej, mod syd af Campus Alle. Mod nord er der ubebygget land.
Troldhøjen ligger i skoven Lunden, her var en Troldhøj med "trolde".
|  | Denne artikel om lokaliteten Troldhøjen kan blive bedre, hvis der indsættes et (bedre) billede. Du kan hjælpe ved at afsøge Wikimedia Commons for et passende billede eller lægge et op på Wikimedia Commons med en af de tilladte licenser og indsætte det i artiklen. |

55°38′11″N 8°29′22″Ø / 55.6364°N 8.4895°Ø